# 少了什麼
〈少了什麼〉（英語：What Was Missing）是《探險活寶》第三季的第10集。在卡通頻道2011年9月26日播出。本集以阿寶和老皮為主角。在這一集裡，阿寶、老皮、泡泡糖公主和艾薇爾組樂團來打敗門神，並拿回他偷走的東西。

## 劇情
老皮和嗶莫給阿寶與在第二季《公主的頭髮》一些綹泡泡糖的頭髮“獨處時間”。突然間門神出現並奪走鎖、老皮的毯子和嗶莫的控制器。阿寶和老皮追逐祂進入各種門，碰見泡泡糖公主和艾薇爾，她們似乎都是門主盜竊的受害者。最後門神跳過一個門，但一群人無法過去。他們發現他們必須唱一首歌才能進門，故決定組樂團。傑克得到他的中提琴，艾薇爾取回她的貝斯。泡泡糖公主使用嗶莫演奏芯片音乐，阿寶節奏口技。
然而，樂團成員之間相當緊繃，之後爆發。艾薇爾就唱了一首〈我只是你的問題〉（I'm Just Your Problem) ，表達她和泡泡糖陌生關係哀嘆的歌曲，且打開一些，就因為它是一首出自事實的歌曲。艾薇爾和泡泡糖開始爭吵，然後老皮參一腳，之後解散了樂團。阿寶就對他朋友感到震驚，就唱“世上最好朋友”且哀嘆他朋友正在奮鬥。泡泡糖、艾薇爾和老皮加入，四人都能打開門。阿寶、老皮、嗶莫在門裡面重獲他們的物品，還發現一件黑T恤，他們誤認為是艾薇爾的，其實這件是過去艾薇爾給泡泡糖的禮物。艾薇爾尷尬地從門神的住所追阿寶、老皮和泡泡糖。

## 幕後製作

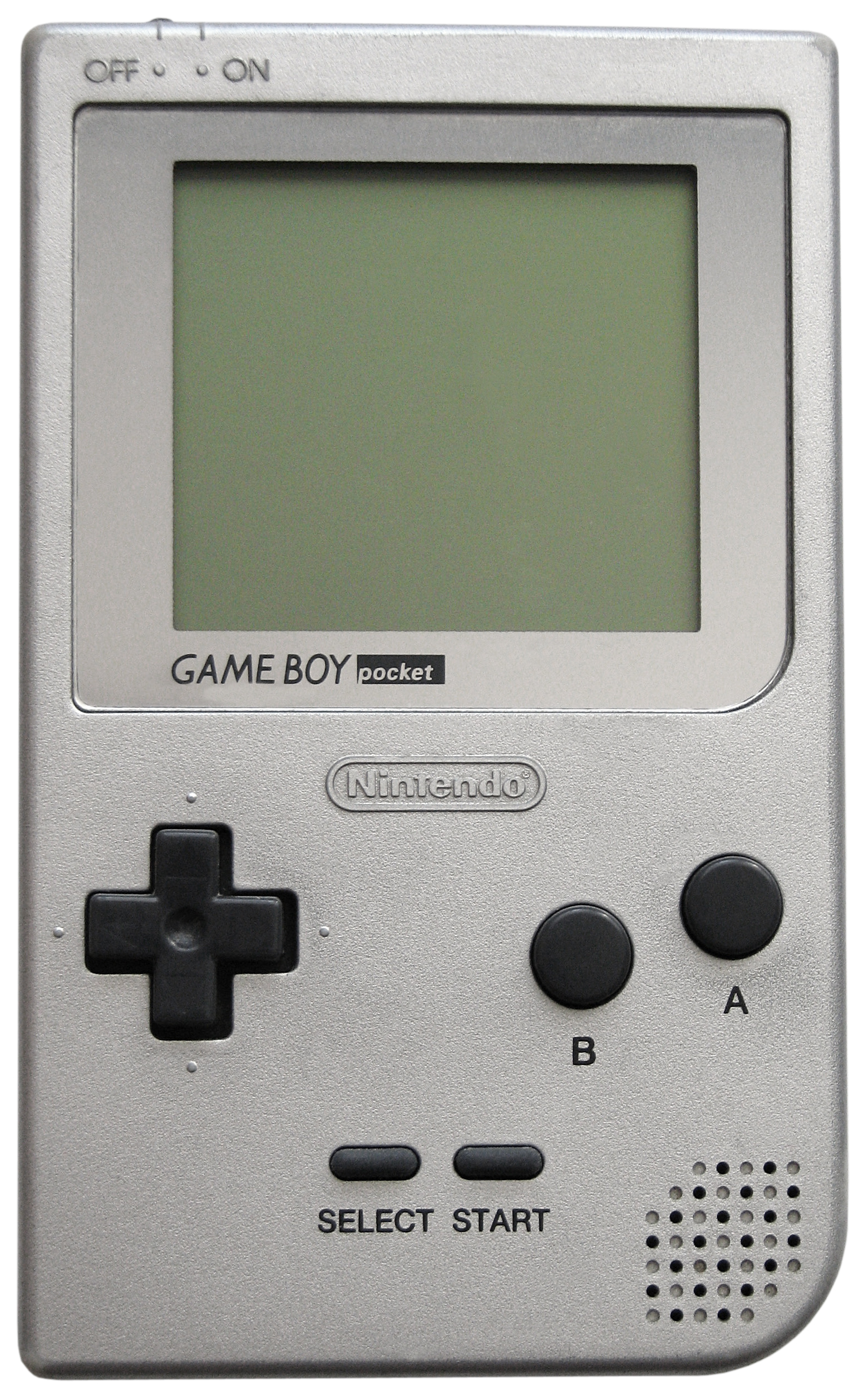
作曲家蒂姆·基夫（Tim Kiefer）使用Game Boy在此集打擊樂器。

《少了什麼》是芮貝卡·薛格和亞當·穆托按照馬克·班克、派屈克·麥克海爾、奧斯本和原創潘得頓·沃德所製之故事原稿撰寫劇本及製作分鏡。拉里·萊奇力特指導。薛格和穆托《少了什麼》的第二集處理艾薇爾，因此薛格後來在Tumblr上指出兩者“想要做好”。薛格後來解釋“此集是關於友誼，但是我希望是關於誠實！艾薇爾幾乎可打開門，因為她卸下心防，並且在唱這首歌時剎那間說出實情。”她後來將此集的主題比作鲍勃·福斯的一句話：“唱歌的時候是當你的情感層面太高而不能說”，認為她“真的想嘗試這種感覺”。此集的原標題是《Door Jam》，但後來有所更改，因為據穆托說要避免雙關語的標題。
此集所有歌曲皆由薛格作曲，她的官方Tumblr上發布〈我只是你的問題〉的演示版。她的父親羅伯（Rob）後來在YouTube上發布〈我只是你的問題〉和〈我世界上最好的朋友〉的演示版。〈我只是你的問題〉事實是為此集寫的最後一首; 薛格堅持到最後一刻，她的情緒疲憊影響到歌曲寫作。這首歌源自於薛格與前室友的經歷。雖然經常吵架，儘管不是特別喜歡，她絕望彼此之間成為朋友。薛格將此情境用在艾薇爾，寫這首歌，以便艾薇爾與泡泡糖公主有爭執時想成為她的朋友。〈我世界上最好的朋友〉是薛格為友誼慶祝而寫的，她分享給她的同事，特別是她製作分鏡夥伴穆托。沃德後來在評論音軌上承認《少了什麼》，當他正在編輯此集動態劇本，開始哭泣，因此集的歌曲充滿了情感。《探險活寶》作曲蒂姆·基弗（Tim Kiefer）在此集演奏樂器。為了補足貝斯和中提琴的音調，他用Game Boy迴路創造了打擊樂的聲音，然後使用一個自動配和音“泡泡糖公主的旋律”讓“漂亮的旋律聲音伴隨著嗶莫的剛性、機器人的模式、迴路和結構”。